# Purmerend
Purmerend  est une ville et une commune dans la province de Hollande-Septentrionale.
La ville est connue pour son marché aux vaches (Koemarkt en néerlandais) ; l'auteure néerlandaise de best seller, Simone van der Vlugt, y situe le centre de l'action de son roman historique, La fabrique. Depuis les années 1960, la commune a connu une forte expansion du fait de sa situation dans la banlieue d'Amsterdam.

## Personnalités liées à la commune
- Dirk Wormer (1756-1818), homme politique
- Mart Stam (1899-1986), architecte
- Mona Keijzer (1968-), femme politique
- Eddie Van Der Meer (1997-), guitariste
- Mitchel Bakker (2000-), footballeur